# Australopacifica suteri
Australopacifica suteri är en plattmaskart som först beskrevs av Arthur Dendy 1897.  Australopacifica suteri ingår i släktet Australopacifica och familjen Geoplanidae. Inga underarter finns listade i Catalogue of Life.